# モンゴル民主化運動
モンゴル民主化運動（モンゴルみんしゅかうんどう、モンゴル語: Ардчилсан хувьсгал、ラテン文字転写：Ardchilsan khuv'sgal）とは、1989年12月から1990年3月にかけてのモンゴル人民共和国において、都市在住の知識人に主導された民主化革命を指す。無血で行われたのが特徴である。

## 概説
1985年以降ジャムビィン・バトムンフ書記長が進めていた体制内改革によってその土壌は作られていた。
1989年12月10日にサンジャースレンギーン・ゾリクらによって民主化デモが実行されたことに端を発する。
同年12月17日に人権尊重などを求める意見書が発表され、モンゴル国立大学大学院生のサンジャースレンギーン・ゾリクをリーダーとするモンゴル民主連合をはじめ、モンゴル社会民主主義運動とモンゴル進歩連合が結成される。なおモンゴル人民革命党政治局員の解任要求も提出された。
1990年3月のモンゴル人民革命党中央委員会第8回総会で、ユムジャーギィン・ツェデンバル元書記長の下で政治迫害された人々に対する名誉回復と、ソ連に滞在中だった元書記長の党籍剥奪を決定した。バトムンフ書記長と政治局員全員の辞任を承認すると共に、外国経済関係大臣だった穏健派のポンサルマーギーン・オチルバトを新書記長に選出した。
一方で民主化運動は拡大し、民主各派は複数政党制の採用・政府に対するモンゴル人民革命党の党の指導性を否定することを要求した。モンゴル人民革命党はこれらの要求を受け入れ、複数政党制と大統領制の採用・貿易の自由化・ソビエト連邦軍の撤退を実現した。1992年の新憲法制定によって、制度面での民主化は完成した。